# Dipodomys ingens
Dipodomys ingens — вид гризунів родини гетеромісових (Heteromyidae).

## Поширення
Ендемік Каліфорнії, США.
Перебуває на межі вимирання.

## Опис
Найбільший з кенгурових стрибунів, досягає в довжину 15 см (не рахуючи довгого хвоста з чубчиком). Зазвичай світло-коричневого кольору. Велика голова і очі, довгі і сильні задні лапки (як у тушкана або кенгуру, звідси назва), за рахунок яких може швидко і високо підстрибувати.